# لین چندلر
لین چندلر (انگلیسی: Lane Chandler؛ ‏ ۴ ژوئن ۱۸۹۹ – ۱۴ سپتامبر ۱۹۷۲) بازیگر اهل ایالات متحده آمریکا بود.
از فیلم‌ها یا برنامه‌های تلویزیونی که وی در آن نقش داشته است، می‌توان به سامسون و دلیله، دوئل زیر آفتاب، بازگشت طولانی جونز و برادر شیطان اشاره کرد.